# Bayerische Handballmeisterschaft 1957
Die Bayerische Handballmeisterschaft 1957 war die achte vom BHV ausgerichtete Endrunde um die bayerische Meisterschaft im Hallenhandball der Männer. Sie wurde in einem Ausscheidungsturnier am 10. Februar 1957 in Kitzingen durchgeführt. Der Post SV München konnte seinen Vorjahrestitel erfolgreich verteidigen und gewann damit zum dritten Mal die Bayerische Meisterschaft.

## Turnierverlauf

Bereich des „Bayer. Handballverbandes“ (BHV)

Die Meisterschaft gewann der Post SV München und der FC Hösbach wurde Vizemeister. Beide waren damit zur Teilnahme an der Süddeutschen Meisterschaft 1957 in Stuttgart berechtigt. Dort kam der FS Hösbach nicht über die Vorrunde hinaus und der Post SV belegte in der Endrunde den 4. Platz. Eine weitere Qualifizierung zur Endrunde um die Deutsche Meisterschaft in Kiel wäre nur als süddeutscher Meister möglich gewesen.

### Modus
Es spielte Jeder gegen jeden, eine Gruppenteilung gab es nicht. So kam es, dass an diesem Tag jede
 Mannschaft sechs Spiele zu absolvieren hatte. Meister und Vizemeister waren für die Süddeutsche
 Meisterschaft 1957 qualifiziert.

### Endrunde
| - Jahn Regensburg – VfL 1907 Neustadt 6 : 1 - Post SV München – TV Memmingen 7 : 0 - FC Hösbach 1923 – TSV 1860 Ansbach 3 : 2 - Jahn Regensburg – TSV 09 Landshut 6 : 4 - TV Memmingen – VfL 1907 Neustadt 5 : 1 - Post SV München – TSV 1860 Ansbach 8 : 2 - FC Hösbach 1923 – TSV 09 Landshut 4 : 4 - Jahn Regensburg – TV Memmingen 5 : 3 - TSV 1860 Ansbach – VfL 1907 Neustadt 7 : 0 - Post SV München – FC Hösbach 1923 9 : 2 - TV Memmingen – TSV 09 Landshut 8 : 2 | - TSV 1860 Ansbach – Jahn Regensburg 6 : 0 - Post SV München – VfL 1907 Neustadt 12 : 5 - FC Hösbach 1923 – Jahn Regensburg 3 : 2 - TSV 1860 Ansbach – TSV 09 Landshut 10 : 2 - FC Hösbach 1923 – TV Memmingen 3 : 2 - Post SV München – Jahn Regensburg 5 : 1 - TSV 09 Landshut – VfL 1907 Neustadt 3 : 3 - TSV 1860 Ansbach – TV Memmingen 6 : 2 - FC Hösbach 1923 – VfL 1907 Neustadt 9 : 1 - Post SV München – TSV 09 Landshut 6 : 2 |  |

### Endrundentabelle
Saison 1956/57 
|    | Mannschaft              | Spiele | Punkte |
| -- | ----------------------- | ------ | ------ |
| 1. | Post SV München (M)     | 6      | 12:0   |
| 2. | FC Hösbach 1923         | 6      | 9:3    |
| 3. | TSV 1860 Ansbach        | 6      | 8:4    |
| 4. | SSV Jahn Regensburg     | 6      | 6:6    |
| 5. | TV Memmingen            | 6      | 4:8    |
| 6. | TSV 09 Landshut         | 6      | 2:10   |
| 7. | VfL Neustadt/Weinstraße | 6      | 1:11   |

(M) = Meister (Titelverteidiger)

 Bayerischer Meister und für die Endrunde zur Süddeutsche Handballmeisterschaft 1957 qualifiziert
 Für die Endrunde zur Süddeutschen Handballmeisterschaft 1957 qualifiziert